# Tasso ufficiale di sconto
Il tasso ufficiale di sconto (TUS) è il tasso con cui la Banca centrale concede prestiti alle altre banche.
Esso è il termometro del mercato finanziario perché sulla sua base vengono determinati il tasso d'interesse, applicato dalle banche ai propri clienti, e il tasso interbancario, tasso che si applica ai prestiti fra le banche.
Quando il tasso ufficiale di sconto aumenta, si è in presenza di una stretta creditizia cioè di una tendenza atta a ridurre i crediti, in conseguenza dell'aumento del costo del denaro.
Quando, invece, la Banca Centrale tende a ridurre il tasso ufficiale di sconto, si avrà una tendenza all'aumento dei consumi e investimenti, in conseguenza del minor costo del denaro.

## Zona euro
A partire da gennaio 1999 nella zona euro il Tasso Ufficiale di Riferimento (TUR) sostituisce il tasso ufficiale di sconto (TUS), che era fissato per l'Italia dalla Banca d'Italia fino al 31 dicembre 1998.
Fino al 31 dicembre 2003 la Banca d'Italia ha determinato il "tasso ufficiale di riferimento", ai fini dell'applicazione agli strumenti giuridici che vi facciano rinvio quale parametro di riferimento. La determinazione è avvenuta sulla base del tasso, fissato periodicamente dal Consiglio direttivo della Banca Centrale Europea, applicato alle operazioni di rifinanziamento principali dell'Eurosistema: tasso fisso ovvero tasso minimo di partecipazione per le operazioni a tasso variabile.
A partire dal 1º gennaio 2004, decorso il termine di cinque anni dal 1º gennaio 1999, la Banca d'Italia non ha più determinato il "tasso ufficiale di riferimento".
I tassi utilizzati come base per la determinazione del "tasso ufficiale di riferimento" sono disponibili sul sito web della BCE Sito BCE e sul sito della Banca d'Italia Sito Banca d'Italia.